# Карафотис, Костас
Костас Карафотис (греч. Κώστας Καραφώτης, 3 сентября 1978, Трикала, Греция) — греческий поп-певец.

## Жизнеописание
Карафотис родился в Трикале, в Фессалии в 1978 году, где он жил до 18 лет. В 18 лет он поступил на медицинский факультет Софийского университета в Болгарии, который он окончил со степенью в области медицины 14 ноября 2003 года.
С детства проявлял интерес к музыки и пения, с 8 лет учился играть на бузуки, затем на фортепиано. В 2004 году он принимал участие в талант-шоу «Fame Story 2», благодаря его вокальным способностям и его музыкальным знаниям стал одним из 3-х победителей.
После «Fame Story 2» начал блестящую карьеру. В марте 2005 года Карафотис подготовил свой первый альбом под названием «Είμαι εδώ» («Я здесь») с 11 песнями. Автором песен альбома является композитор Антонис Вардис. В первом сольном альбоме Карафотиса приняли участие Яннис Вардис и Пегги Зина. Зимой 2004—2005 года состоялось первое сотрудничество с Пегги Зиной и Нино в Афинах в ночном клубе «Аполлон». С Пасхи 2005 года поет в концертах вместе с Йоргосом Мазонакисом. Зимой 2005—2006 года работал во второй раз с Пегги Зиной и Нино в Diogenis Studio.
В июле 2006 года он выпустил свой второй сольный альбом под названием «Η καρδιά μου σελίδα γυρίζει» («Мое сердце превращается в страницы»). В августе 2006 года был призван для прохождения военной службы. В сентябре 2006 года, во время отбытия своего срока службы, он отправился в большой тур по Южной Африке с Еленой Папаризу. В 2007 году принимает участие в концертах Василиса Карраса в Америке и Канаде. В последующие годы сотрудничает также с Костасом Мартакисом, Ирини Меркури, Гликерией, Христосом Никопулосом, Мелиной Асланиду.
В 2010 году принимает участие в телевизионном шоу «Just the two of us», в котором знаменитые личности разных профессий поют со знаменитыми профессиональными певцами. Партнером Костаса была актриса Елена Филини.
В 2011 году Карафотис записал новый альбом. Заглавная песня альбома «Απεργώ» («Удар») стала хитом, музыку написал Василис Гаврилидис, стихи Танос Папаниколау. Название песни связано ситуацией в Греции в то время. В декабре 2012 был записан видеоклип к песни; клип и песня вышли под лейблом Heaven Music.
7 и 8 февраля 2012 года Костас Карафотис выступал на Кипре в Никосии вместе с Маринеллой. В многочисленных интервью, которые певец давал после концертов, Карафотис подчеркивал, что:
...это сотрудничество является большой честью для него и является одним из величайших даров, которые были на сегодняшний день в его карьере
Жизненный опыт, который всегда будет следовать за мной
В апреле 2012 года, вскоре после Пасхи, Карафотис завершил запись в студии нового сингла под названием «Πάρτα και Φύγε» («Возьмите и идите»), музыка Антониса Скокоса и текст Вики Геротодору. Сингл вышел под лейблом Heaven Music. С 27 апреля 2012 года Костас Карафотис выступает в Frangelico с Элеанной Папаиоанну и Андреасом Стамосом....

## Дискография
- 2005 — Είμαι εδώ
- 2006 — Η καρδιά μου σελίδα γυρίζει
- 2007 — Δεν υποχωρώ
- 2008 — Ήρθες εσύ
- 2009 — Έκλεισα θέση
- 2010 — Υποκλίνομαι

### Синглы
- 2010 — Μην σταματάς
- 2011 — Απεργώ
- 2012 — Πάρτα και φύγε
- 2012 — Ξαφνικά
- 2013 — Πώς μου το 'κανες αυτό
- 2013 — Μη Γυρίσεις
- 2014 — Θέλω τα μάτια της να τα ξεχάσω
- 2014 — Καρδιά Μου Άστατη
- 2015 — Ακόμα Μια Μέρα
- 2015 — Από 'Δώ Πέρασες
- 2016 — Μη Ρωτάς
- 2017 — Βρήκα Τον Παράδεισο
- 2017 — Απαγορεύεται
- 2018 — Ίσως να φταίω
- 2019 — Σ' Αγαπώ
- 2020 — Αφήστε Με Όλοι Στην Τρέλα Μου
- 2020 — Τρεις Τα Ξημερώματα
- 2022 — Εγώ Ή Κανένας